# Axel Strindberg
Bengt Axel Emanuel Strindberg, född 17 februari 1910 i Gustaf Vasa församling, Stockholm, död 7 november 2000 i Essinge församling, Stockholms län, var en svensk författare, dramatiker, kritiker och litteraturvetare. 

## Biografi
Axel Strindberg var son till Carl Axel Strindberg och Elise Margaretha, född Foss, samt brorson till August Strindberg. Efter studentexamen vid Nya Elementar i Stockholm 1928 blev han fil. kand. i litteraturhistoria vid Stockholms högskola 1933. I sitt litteraturvetenskapliga arbete var Strindberg inspirerad av historiematerialismen, och undersökte särskilt förhållandet mellan samhälle och litteratur. Hans ämnesval sammanföll emellertid inte med tidens dominerande forskningsinriktningar, med tyngdpunkt på komparativa litteraturstudier, och 1937 lämnade han den akademiska banan. 
Från 1930-talets senare år verkade Strindberg som kritiker, och intog där en kulturradikal hållning. Han var medarbetare i den socialdemokratiska pressen, bland annat i tidningarna Frihet och Social-Demokraten, samt litteraturkritiker i Arbetet 1944 och teaterkritiker i Expressen 1944–45, samt i norska Verdens Gang 1946–48. 
Från 1940-talet var Strindberg även verksam som dramatiker. Hans tidiga dramatik, exempelvis Neutrala klubben (1945), hade ofta en tydlig politisk udd. Under 1940-talets andra hälft samt 1950-talet författade han flera pjäser med ”personlighetsstudier av drömspelsartad karaktär”, vilka i fråga om motiv och teknik knöt an till farbrodern August Strindbergs sena dramatik; tydligast framträder detta i den experimentella Molonne (1958). 
Under 1980-talet utgav Strindberg även memoarer samt skrifter om sin familj, däribland Strindbergare i Vasastan (1987) och Arvet från Strinne (1989).

### Översättningar
- Henri Meilhac och Ludovic Halévy (libretto), Georges Bizet (musik), Carmen: opéra-comique i fyra akter efter Prosper Mérimées novell (Stockholm: Folket i Bild, 1955)
- Johan Falkberget, Bör Börson, miljonär: roman (Den nye Bør Børson jr.) (Stockholm: Folket i Bild, 1960)
- Arrigo Boito (libretto), Giuseppe Verdi (musik), Othello: opera i fyra akter (Stockholm: Bok och Bild, 1966)
- Ferruccio Busoni (libretto och musik), Doktor Faust (Stockholm: Operan, 1969)

## Priser och utmärkelser
- 1949 – ABF:s litteraturpris
- 1949 – Boklotteriets stipendiat
- 1956 – Boklotteriets stipendiat
- 1984 – Vingpennan